# Akamkpa

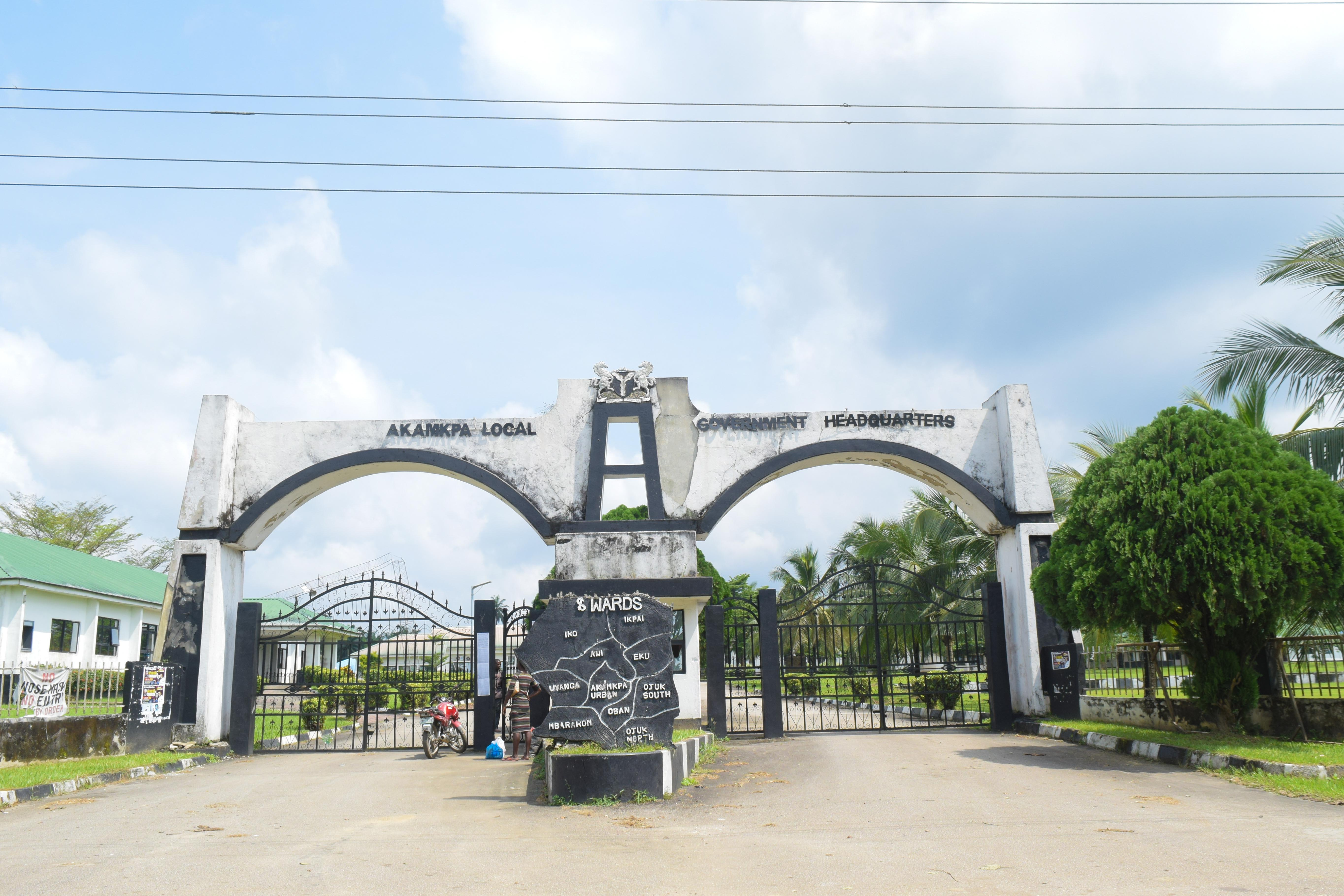
Akamkpa Local Government HeadQuarters

Akamkpa è una città della Repubblica Federale della Nigeria appartenente allo Stato di Cross River. È il capoluogo dell'omonima area a governo locale (local government area) che si estende su una superficie di 5.003 km² e conta una popolazione di 151.125 abitanti.